# Diocèse de Jinzhou
Le diocèse de Jinzhou (Dioecesis Geholensis) est un siège de l'Église catholique en république populaire de Chine, suffragant de l'archidiocèse de Shenyang. Le siège est vacant.

## Territoire
Le diocèse comprend une partie de la province du Liaoning.
Le siège épiscopal est à Jinzhou.

## Histoire
Le vicariat apostolique de la Mongolie-Orientale est érigé le 21 décembre 1883, recevant son territoire du vicariat apostolique de la Mongolie (aujourd'hui diocèse de Chongli-Xiwanzi), évangélisé par les Missions étrangères de Paris. Il est désormais confié aux scheutistes belges et hollandais.
Le 3 décembre 1924, il prend le nom de vicariat apostolique de Jehol du nom de sa province.
Le 9 juillet 1928, le 2 août 1929 et le 21 janvier 1932, il cède des portions de territoire à l'avantage respectivement de la mission sui juris de Tsi-tsi-har (aujourd'hui préfecture apostolique de Qiqihar, de la préfecture apostolique de Szepingkai (aujourd'hui diocèse de Siping) et de la préfecture apostolique de Chifeng (aujourd'hui diocèse). Le territoire fait partie politiquement du Mandchoukouo, État satellite de l'empire du Japon de 1931 à 1945 et sa hiérarchie n'a pas le droit de communiquer avec le délégué apostolique en Chine.
Le 11 avril 1946, le vicariat apostolique est élevé au rang de diocèse par la bulle Quotidie Nos de Pie XII. La région est envahie par l'armée soviétique en août 1945 et devient le théâtre d'affrontement entre nationalistes et communistes chinois. Ceux-ci prennent le pouvoir localement à la fin de 1948 et dans l'ensemble du pays en octobre 1949. En deux ans, les missions sont anéanties et les missionnaires expulsés.
En 1981, le gouvernement communiste chinois accepte d'accorder une certaine tolérance aux cultes, mais il décide sans le consentement du Saint-Siège de supprimer les diocèses de Fushun, de Jinzhou et de Yingkou et d'intégrer leurs territoires à l'archidiocèse de Shenyang qu'il renomme unilatéralement en archidiocèse du Liaoning.
Le 20 novembre 2010, un évêque est ordonné en la personne de Mgr Joseph Guo Jincai. Cette consécration soulève les protestations du Saint-Siège car elle s'est effectuée sans son consentement et parce que le gouvernement a contraint des évêques chinois en communion avec Rome d'y participer, contre l'avis des directives vaticanes.

## Ordinaires
- Théodore-Herman Rutjes, C.I.C.M. † (11 décembre 1883 - 4 août 1896 décédé)
- Conrad Abels, C.I.C.M. † (9 juillet 1897 - 4 février 1942 décédé)
- Louis Janssens, C.I.C.M. † (4 février 1942 - 9 janvier 1948 démissionne)
- Joseph Julian Oste, C.I.C.M. † (9 avril 1948 - 19 janvier 1971 décédé)
  - Sede vacante
  - Jean Zhao You-min † (22 juin 1958 consacré - 8 mars 1988 décédé)
  - Joseph Guo Jin-cai, consacré le 20 novembre 2010, sans l'accord de Rome

## Statistiques
À la fin de l'année 1950, le diocèse comprenait 31 845 baptisés pour une population de 5.235.341 habitants (0,6%).